# Saara Aalto
Saara Sofia Aalto (Oulunsalo, 2 maggio 1987) è una cantante, compositrice e doppiatrice finlandese.
Seconda classificata nel 2016 a The X Factor UK, ha conosciuto il successo internazionale dopo tale trasmissione e, nel 2018, ha rappresentato la Finlandia all'Eurovision Song Contest con il brano Monsters.

## Biografia
Aalto è cresciuta in una famiglia di musicisti e si è focalizzata sulla musica già da bambina e la sua insegnante di pianoforte è stata la pianista e pedagogista Olga Maslak. Saara ha scritto la sua prima canzone all'età di cinque anni. I suoi parenti stretti comprendono il pittore Eeli Aalto e l'illusionista Simo Aalto.
Nel 1998, all'età di 11 anni, vince il suo primo concorso di canzoni al Kotka Maritime Festival per i bambini con una delle sue canzoni. Saara ha anche vinto il Concorso Internazionale canoro di Charlotte Church, organizzata negli Stati Uniti, nel 2003 con una canzone scritta da lei.
Nel 2004 rappresenta la Finlandia al Golden Stag International Song Contest, in Romania. Ha studiato alla Scuola superiore Madetoja, dove si diploma nel 2005. Dopo il diploma si è trasferita a Helsinki per studiare musica presso la Sibelius Academy e, allo stesso tempo, ha anche studiato canto alla Helsinki Pop & Jazz Conservatory.

### 2007–2012:Talent Suomi, Selezioni Eurovision Song Contest 2011 e il successo in Cina
Nel 2007, ha partecipato al Talent Suomi finendo nella Top 3.
Nel 2011, Saara partecipa alle selezioni per rappresentare la Finlandia all'Eurovision Song Contest con il brano Blessed with Love, scritto da lei stessa, piazzandosi al secondo posto dietro al vincitore Paradise Oskar con il brano Da Da Dam. Successivamente, pubblica il singolo tramite la Yume Records, una casa discografica fondata da lei con Teemu Roivainen.
Nel dicembre dello stesso anno, ha partecipato al Santa Claus Season's Greetings Song Contest, dove ha cantato una versione cinese (mandarino) della sua canzone, intitolata Ai De Zhu Fu.
Nel novembre 2012, la Aalto è stata ospite di Robert Wells al suo show di successo Rhapsody in Rock al Shanghai Daning theatre. A seguire, si è esibita a Shanghai nel maggio 2013, come apri–concerto per il tenore spagnolo José Carreras, cantando parecchie canzoni in cinese, Saara Aalto è tornata in città per duettare con il tenore Han Peng alla Cerimonia di Chiusura del Shanghai Internazional Film Festival nel giugno del 2013 visto da oltre 800 milioni di spettatori in 10 paesi.
Nel luglio 2013 pubblica in Cina l'album Ai De Zhe Fu, contenente il singolo omonimo e altre otto canzoni, tutte interamente in cinese mandarino, insieme ad altri singoli della cantante.

### 2012:The Voice of Finland
Saara Aalto ha partecipato alla prima stagione di The Voice of Finland. Nelle blind audition, la Aalto si è esibita con Taking Chances di Céline Dion, passando l'audizione ed entrando a far parte nel team di Michael Monroe.
Dopo aver superato le Battle Round, Saara accede ai Live, fino ad arrivare alla finale, dove si è esibita con I'm Gonna Be Strong di Frankie Laine e con il suo singolo My Love. Alla fine si piazza al secondo posto dietro al vincitore Mikko Sipola.

### 2016–2017: UMK 2016 eThe X Factor UK
Nel 2016, Saara partecipa all'UMK 2016, il nuovo programma di selezione finlandese per l'Eurovision, con il brano No Fear. Anche questa volta come nel 2011, la cantante si classifica al secondo posto, nonostante abbia avuto il maggior numero di punti da parte del televoto.
Dopo la selezione finlandese, Aalto si sposta nel Regno Unito, per partecipare alla tredicesima edizione del The X Factor UK. Alle audizioni si è esibita con una cover di Chandelier di Sia, passando con tre consensi su quattro giudici. Riesce ad accedere prima alla fase Live del programma, e poi direttamente alla serata finale, dove finirà in seconda posizione, dietro al britannico Matt Terry.
Negli ultimi anni Saara si è esibita in concerti, gala, spettacoli televisivi e musical. Ha lavorato con numerose orchestre e bande militari e ha un tour in Finlandia con la propria band. Tuttavia, diventare un'artista internazionale, e cantare in inglese, è sempre stato il sogno di Aalto, e per questo che ha fatto il provino per The X Factor UK.
Oltre alla sua carriera di canto, Saara è anche un'acclamata attrice, avendo interpretato Dorothy e Phannee nella produzione finlandese di Wicked – The Musical e Mary Magdalene in Jesus Christ Superstar.

### 2018: L'Eurovision Song Contest 2018 eWild Wild Wonderland
Il 7 novembre 2017, è stato confermato che l'ente radiotelevisivo finlandese YLE l'ha selezionata per rappresentare la Finlandia all'Eurovision Song Contest 2018 a Lisbona. Il brano con cui si presenterà alla manifestazione canora è Monsters, ed è stato scelto fra tre possibili proposte all'UMK 2018 il 3 marzo 2018.
L'artista si è esibita nella prima semifinale della manifestazione, ottenendo la qualificazione alla finale, classificandosi decima con 108 punti. Durante la serata finale, tenutasi il 12 maggio 2018, Saara si è classificata al venticinquesimo posto con 46 punti. Alla partecipazione all'Eurovision ha fatto seguito la pubblicazione dell'album Wild Wild Wonderland, che raggiunge la posizione numero 2 nella classifica finlandese.

### 2019 – presente:Fairytale - Joulun taikaae l'abbandono dalla Warner
Nel 2019 Aalto ha partecipato al talent show Dancing On Ice, in coppia con Hamish Gaman: i due si sono classificati terzi. Nei mesi successivi il brano Dance Like Nobody Is Watching viene utilizzato come inno ufficiale del London Pride 2019. Nello stesso anno fonda la sua casa discografica No Fear Music, tramite la quale pubblica l'album Fairytale - Joulun taikaa, insieme ad un mini EP per il mercato internazionale. Nel 2020 pubblica il singolo When The Sun Goes Down, in collaborazione con la drag queen Baga Chipz.

## Vita privata
Aalto ha avuto una relazione di nove anni con il co-fondatore della Yume Records Teemu Roivainen, con il quale si è separata nel 2013. Più tardi inizia la relazione con una sua fan, personal trainer e life coach Meri Sopanen. Nel 2016, dopo due anni di relazione con la donna, Aalto si dichiara e si identifica apertamente lesbica. La coppia si trasferisce a Londra nel gennaio 2017 e nell'aprile del 2020 convola a nozze (Sopanen acquisisce il cognome di Aalto); tuttavia, a causa della pandemia da COVID–19 le due non possono tenere una cerimonia e si devono inoltre ritrasferire in Finlandia quella stessa primavera. Nell'autunno 2021 soggiornano brevemente in Spagna per poi stabilirsi nuovamente in Finlandia. La coppia ha tenuto la propria cerimonia di matrimonio in Italia nel giugno 2023.
Oltre al finlandese, Aalto parla fluentemente in inglese, svedese, francese, giapponese e cinese mandarino.

## Discografia

### Album
- 2011 – Blessed With Love
- 2011 – Enkeleitä – Angels
- 2013 – You Had My Heart
- 2013 – Ai De Zhu Fu
- 2015 – Tonight (con Teemu Roivainen)
- 2018 – Wild Wild Wonderland
- 2019 – Fairytale - Joulun taikaa

### EP
- 2019 – Fairytale - International

### Singoli
- 2011 – Blessed with Love
- 2012 – My Love
- 2013 – You Had My Heart
- 2013 – Enkeleitä
- 2014 – Reach the Stars
- 2014 – You Raise Me Up (con Teemu Roivainen)
- 2015 – Feel Vegas (con Teemu Roivainen feat. Big Spender)
- 2016 – No Fear
- 2018 – Monsters
- 2018 – Domino
- 2018 – Queens
- 2018 – DANCE!!!
- 2019 – Dance Like Nobody’s Watching
- 2019 – Starry Skies
- 2019 – Tähdet, taivas ja sä
- 2019 – Koska et oo täällä enää
- 2020 – When the Sun Goes Down (con Baga Chipz)
- 2020 – Every Christmas Day

#### Collaborazioni
- 2015 – All I Ask of You (Phantom of the Opera)
- 2015 – Sydämesi tyhjä huone

## Doppiaggio

### Film d'animazione
- Principessa Pea in Le avventure del topino Despereaux
- Alice in Alice in Wonderland e Alice attraverso lo specchio
- Umi Matsuzaki in La collina dei papaveri
- Merida (canto) in Ribelle - The Brave
- Dentolina in Le 5 leggende
- Anna in Frozen - Il regno di ghiaccio, Frozen Fever, Frozen - Le avventure di Olaf, Ralph spacca Internet e Frozen II - Il segreto di Arendelle

### Anime e cartoni animati
- Molly in Bubble Guppies - Un tuffo nel blu e impari di più
- Iris in Pokémon Nero e Bianco
- Musa in Winx Club
- Norrie in Hey Duggee
- Lee in Rocka-Bye Island
- Kylie in K3